# مدار ۲۳ درجه جنوبی
مدار ۲۳ درجه جنوبی، دایره‌ای از عرض جغرافیایی است که در ۲۳ درجهٔ جنوبی خط استوا  قرار دارد.

## گذر از مناطق
از نصف‌النهار مبدأ شروع می‌شود و به سمت مشرق ۲۳ درجه جنوبی از موارد زیر گذر می‌کند:
| مختصات‌ها                                             | کشور، قلمرو یا دریا | توضیحات |
| ---------------------------------------------------- | ------------------- | --- |
| ۲۳°۰′ جنوبی ۰°۰′ شرقی / ۲۳٫۰۰۰°جنوبی ۰٫۰۰۰°شرقی      | اقیانوس اطلس        | |
| ۲۳°۰′ جنوبی ۱۴°۲۴′ شرقی / ۲۳٫۰۰۰°جنوبی ۱۴٫۴۰۰°شرقی   | نامیبیا             | |
| ۲۳°۰′ جنوبی ۲۰°۰′ شرقی / ۲۳٫۰۰۰°جنوبی ۲۰٫۰۰۰°شرقی    | بوتسوانا            | |
| ۲۳°۰′ جنوبی ۲۷°۵۷′ شرقی / ۲۳٫۰۰۰°جنوبی ۲۷٫۹۵۰°شرقی   | آفریقای جنوبی       | لیمپوپو |
| ۲۳°۰′ جنوبی ۳۱°۳۰′ شرقی / ۲۳٫۰۰۰°جنوبی ۳۱٫۵۰۰°شرقی   | موزامبیک            | |
| ۲۳°۰′ جنوبی ۳۵°۳۴′ شرقی / ۲۳٫۰۰۰°جنوبی ۳۵٫۵۶۷°شرقی   | اقیانوس هند         | کانال موزامبیک |
| ۲۳°۰′ جنوبی ۴۳°۲۹′ شرقی / ۲۳٫۰۰۰°جنوبی ۴۳٫۴۸۳°شرقی   | ماداگاسکار          | |
| ۲۳°۰′ جنوبی ۴۷°۴۸′ شرقی / ۲۳٫۰۰۰°جنوبی ۴۷٫۸۰۰°شرقی   | اقیانوس هند         | |
| ۲۳°۰′ جنوبی ۱۱۳°۵۰′ شرقی / ۲۳٫۰۰۰°جنوبی ۱۱۳٫۸۳۳°شرقی | استرالیا            | استرالیای غربی قلمرو شمالی (استرالیا) کوئینزلند |
| ۲۳°۰′ جنوبی ۱۵۰°۴۶′ شرقی / ۲۳٫۰۰۰°جنوبی ۱۵۰٫۷۶۷°شرقی | دریای کورال         | Passing just north of Cato Reef in استرالیا's Coral Sea Islands Territory |
| ۲۳°۰′ جنوبی ۱۶۷°۱۷′ شرقی / ۲۳٫۰۰۰°جنوبی ۱۶۷٫۲۸۳°شرقی | اقیانوس آرام        | The parallel defines the southern maritime boundary of the جزایر کوک, from the نصف‌النهار ۱۶۷ درجه غربی to the نصف‌النهار ۱۵۶ درجه غربی · Passing just north of Morane atoll, پلی‌نزی فرانسه · Passing just north of مانگاروا island, پلی‌نزی فرانسه |
| ۲۳°۰′ جنوبی ۷۰°۲۰′ غربی / ۲۳٫۰۰۰°جنوبی ۷۰٫۳۳۳°غربی   | شیلی                | |
| ۲۳°۰′ جنوبی ۶۶°۵۸′ غربی / ۲۳٫۰۰۰°جنوبی ۶۶٫۹۶۷°غربی   | آرژانتین            | |
| ۲۳°۰′ جنوبی ۶۲°۰′ غربی / ۲۳٫۰۰۰°جنوبی ۶۲٫۰۰۰°غربی    | پاراگوئه            | |
| ۲۳°۰′ جنوبی ۵۵°۳۸′ غربی / ۲۳٫۰۰۰°جنوبی ۵۵٫۶۳۳°غربی   | برزیل               | ماتوگروسو جنوبی پارانا (برزیل) ایالت سائوپائولو ریو دوژانیرو - passing just south of the city of ریو دوژانیرو |
| ۲۳°۰′ جنوبی ۴۳°۱۴′ غربی / ۲۳٫۰۰۰°جنوبی ۴۳٫۲۳۳°غربی   | اقیانوس اطلس        | Passing just south of the coast of برزیل |
| ۲۳°۰′ جنوبی ۴۲°۱′ غربی / ۲۳٫۰۰۰°جنوبی ۴۲٫۰۱۷°غربی    | برزیل               | Rio de Janeiro - Ilha do Cabo Frio |
| ۲۳°۰′ جنوبی ۴۱°۵۸′ غربی / ۲۳٫۰۰۰°جنوبی ۴۱٫۹۶۷°غربی   | اقیانوس اطلس        | |